# چهارده (داراب)
چهارده، روستایی در دهستان رستاق بخش رستاق شهرستان داراب در استان فارس ایران است.

## جمعیت
بر پایه سرشماری عمومی نفوس و مسکن در سال ۱۳۹۵، جمعیت این روستا برابر با ۱۴۰ نفر (۴۹ خانوار) بوده است.